# NGC 440
NGC 440 je galaksija u zviježđu Tukan.

## Vanjske poveznice
- SEDS: NGC 440